# 地域振興インターチェンジ
地域振興インターチェンジ（ちいきしんこうインターチェンジ）とは、高速道路建設の際に仮設された工事用の道路を整備し、地域の利便性を向上させるため本線上に組み込んだインターチェンジである。現在のところ、三遠南信自動車道にのみ整備されている。

## 概要
国土交通省中部地方整備局が三遠南信自動車道の整備計画見直しにあわせて2001年4月に発表した計画で、それまで全線有料で計画中だった三遠南信自動車道がこの見直しによって無料化を検討したことにより計画に盛り込まれたものである。類似の形態に地域活性化インターチェンジ（追加インターチェンジ）があるが、こちらは既に決定した計画路線中（または供用路線中）に地方公共団体が主体となり建設費負担も行って整備されるインターチェンジであって、事業者である整備局側が工事用の取り付け道路をそのまま整備し地域に供する点で異なる。
三遠南信自動車道のインターチェンジの中で整備計画に盛り込まれている地域振興ICは、当初の予定では千代ICと鳳来峡ICの2ヶ所だけであったが、2011年2月に国土交通省飯田国道事務所長の杉井淳一が長野県飯田市内のシルクホテルで行われた講演会において「天龍峡ICから飯田東ICのちょうど中間にあたる、天龍峡ICから約4キロの場所に工事用道路を有効活用して龍江ICを設け、2015年度の開通を目指して整備を進める」と報告し、正式に地域振興インターチェンジが3ヶ所となった。
三遠南信自動車道において山間の地域から最寄りのインターチェンジまで連絡路を整備した場合（千代ICは天龍峡IC、龍江ICは飯田上久堅・喬木富田IC、鳳来峡ICは東栄ICが最寄りとなる）、天竜川や山岳が障害となり、大きな橋を架けたり、長いトンネルを掘るため莫大な費用や時間が必要となることから、付近の主要地方道と連結するICを作る計画が提案されたものである。
このインターチェンジ整備が実現すれば、それまで問題となっていた救急搬送をはじめ、通勤・通学や物資流通などにおいて大きな効果が期待されている。
なお、2013年に追加設置が公表された「氏乗IC」は下伊那郡喬木村からの提言により設置認可された追加インターチェンジであり、地域振興インターチェンジとは形態が異なる。こちらは氏乗ICを飯田方面へのハーフインターチェンジとして設置することにより、すでに供用開始している浜松方面へのハーフインターチェンジである「喬木IC」と合わせてフルインターチェンジとしての機能役割を果たし、救急をはじめとした緊急・災害対応や物流等において地域振興に高い期待を持たせているものである。

## 該当するインターチェンジ
- 背景色が■(#BFB)のものは道路が開通済みを示す。

| IC番号 | 施設名   | 所在地           | 接続路線名              | 直近施設のIC番号 | 直近の施設名           | 直近施設の所在地     |
| ------ | -------- | ---------------- | ----------------------- | ---------------- | ---------------------- | -------------------- |
| 3      | 千代IC   | 長野県飯田市千代 | 県道1号飯田富山佐久間線 | 2                | 天龍峡IC               | 長野県飯田市川路     |
| 4      | 龍江IC   | 長野県飯田市龍江 | 市道柿野沢中央線        | 5                | 飯田上久堅・喬木富田IC | 長野県飯田市上久堅   |
| -      | 鳳来峡IC | 愛知県新城市名号 | 県道519号七郷一色名号線 | -                | 東栄IC                 | 愛知県北設楽郡東栄町 |